# L'últim viatge del Demeter
L'últim viatge del Demeter (títol original en anglès, The Last Voyage of the Demeter) és una pel·lícula de terror sobrenatural estatunidenca de 2023 dirigida per André Øvredal i escrita per Bragi F. Schut Jr. i Zak Olkewicz. És una adaptació del capítol VII de la novel·la Dràcula de 1897 de Bram Stoker. La pel·lícula és protagonitzada per Corey Hawkins, Aisling Franciosi, Liam Cunningham i David Dastmalchian. La seva trama segueix la condemnada tripulació del vaixell mercant Demeter que intenta sobreviure al traïdor viatge oceànic de Transsilvània a Londres mentre és perseguit per un vampir llegendari conegut com a Dràcula (Javier Botet). S'ha subtitulat al català.
La planificació de l'adaptació cinematogràfica va començar quan Schut va escriure el guió especulatiu inicial quan es va fer amic d'un col·lega que va treballar a Dràcula de Bram Stoker (1992). El guió inicial no va arribar a bon port i es va quedar en development hell durant més de dues dècades. Després que Amblin Partners n'obtingués els drets l'octubre de 2019, es va anunciar que Øvredal dirigiria la pel·lícula. Els principals membres del repartiment es van confirmar el 2021. El rodatge principal va començar el 30 de juny de 2021 a Berlín, va continuar a Malta i va acabar l'1 d'octubre. Algunes de les escenes de la pel·lícula també es van gravar a la ciutat fortalesa de Mdina. Thomas Newman va ser contractat originalment per compondre'n la banda sonora, però va ser substituït per Bear McCreary a causa dels conflictes de planificació de Newman.
L'últim viatge del Demeter es va estrenar als cinemes als Estats Units l'11 d'agost de 2023 a càrrec d'Universal Pictures. La pel·lícula va rebre crítiques en diversos sentits i va recaptar 21,7 milions de dòlars a tot el món amb un pressupost de 45 milions de dòlars, la qual cosa la va convertir en un fracàs de taquilla.